# August Pfannkuch
August Pfannkuch (* 7. März 1861 in Weinheim an der Bergstraße; † nach 1896 ebenda) war ein deutscher Lebensmittelkaufmann und Unternehmer. Er war Gründer der Pfannkuch & Co. Unternehmensgruppe, die als Dachgesellschaft verschiedener Unternehmen bis zu ihrer Auflösung im Jahr 1998 unter anderem über 200 Supermärkte in Deutschland betrieb.

## Leben
August Pfannkuch absolvierte nach seiner Schulzeit zunächst eine Ausbildung zum Lebensmittelkaufmann. Danach arbeitete er einige Jahre in einer Frankfurter Filiale der Firma Latscha und erreichte dort die Position eines Filialleiters. Seine unternehmerische Laufbahn begann acht Jahre später, im Februar 1896. In Zusammenarbeit mit seinem damaligen Arbeitgeber gründete er seinen ersten eigenen Filialbetrieb am Marktplatz in Pforzheim-Brötzingen. Pfannkuch wurde als Komplementär (persönlich haftender Gesellschafter) eingetragen, während die Firma Latscha als Kommanditist und Geldgeber fungierte.
Latscha und Pfannkuch betrieben die Expansion und Erweiterung des Absatzmarktes des Unternehmens. So entstanden innerhalb kurzer Zeit an verschiedenen Plätzen Süddeutschlands zwölf Filialen und zugleich ein erstes Zentrallager der Firma Pfannkuch, das damals am Pforzheimer Güterbahnhof errichtet wurde. Mit dem Ausbau des Unternehmens wuchs auch der Kapitalbedarf. Etwas mehr als zehn Jahre nach Gründung des Unternehmens schied Pfannkuch aus dem Unternehmen aus. Auf Latschas Wunsch firmierten die Geschäfte jedoch weiterhin unter dem Namen Pfannkuch und wurden nicht in Latscha umbenannt.
Pfannkuch verstarb in seiner Geburtsstadt Weinheim an der Bergstraße.

## Unternehmensgründungen
- Pfannkuch & Co. Unternehmensgruppe
- Bäckerei Pfannkuch
- Kaffeerösterei Pfannkuch
- Brauerei Pfannkuch
- Pfannkuch Fleischwaren
- Pfannkuch-Supermärkte
- Pfannkuch Verwaltungsgesellschaft
- Pfannkuch Immobilien
- Pfannkuch Handelsgesellschaft

## Ehrungen
- Pfannkuchstraße in Karlsruhe